# Longridge
Longridge est une ville et une paroisse civile du Lancashire, en Angleterre.